# Campeonato Sul-Americano de Atletismo Júnior de 1959
O Campeonato Sul-Americano de Atletismo Júnior de 1959 foi a edição inaugural do evento de atletismo para a  América do Sul. Contou com a presença de aproximadamente 59 atletas com idade até 20 anos, classificados como júnior ou sub-20. O evento foi disputado na cidade de Buenos Aires, na Argentina, no período de 18 a 29 de abril, com a participação de duas nacionalidades em 17 provas, todas masculino.

## Medalhistas
Esses foram os resultados do campeonato.
| Evento                 | Ouro                     | Ouro   | Prata                    | Prata  | Bronze                    | Bronze |
| ---------------------- | ------------------------ | ------ | ------------------------ | ------ | ------------------------- | ------ |
| 100 metros             | Eduardo Krumm (CHI)      | 10.7   | Hervé Dillan (CHI)       | 10.9   | Alberto Keitel (CHI)      | 10.9   |
| 200 metros             | Hervé Dillan (CHI)       | 22.2   | Juan Salom (ARG)         | 22.7   | Juan Mouat (CHI)          | 22.8   |
| 400 metros             | Fernando Zapeda (CHI)    | 51.1   | Juan Carlos Dyrzka (ARG) | 51.7   | Jordi Radmilovic (CHI)    | 51.9   |
| 800 metros             | Ernesto Díaz (CHI)       | 1:58.8 | Mario Luengo (CHI)       | 2:00.1 | Carlos Crespo (ARG)       | 2:01.6 |
| 1 500 metros           | Daniel Cortez (CHI)      | 4:07.1 | Enrique Rodríguez (CHI)  | 4:09.7 | Dagoberto Hernández (CHI) | 4:12.4 |
| 3 000 metros           | Enrique Rodríguez (CHI)  | 9:05.8 | Isay Ramírez (CHI)       | 9:06.0 | Daniel Cortez (CHI)       | 9:06.2 |
| 110 metros barreiras   | Juan Carlos Dyrzka (ARG) | 16.0   | Jorge Wagner (ARG)       | 16.1   | Guillermo Vallanía (ARG)  | 16.3   |
| 4×100 metros estafetas | Chile                    | 42.9   |                          |        |                           |        |
| Revezamento sueco      | Chile                    | 2:02.2 | Argentina                | 2:03.4 |                           |        |
| Salto em altura        | Eugenio Velasco (CHI)    | 1.80   | José Ugarte (CHI)        | 1.75   | Julio Verno (ARG)         | 1.75   |
| Salto com vara         | Sergio Opazo (CHI)       | 3.60   | Germán Goddard (CHI)     | 3.50   | Luis Meza (CHI)           | 3.50   |
| Salto em comprimento   | Carlos Tornquist (CHI)   | 6.74   | Eduardo Krumm (CHI)      | 6.56   | Jorge Wagne (ARG)         | 6.29   |
| Arremesso de peso      | Horacio Beluardo (ARG)   | 16.53  | Juan Faist (ARG)         | 15.49  | Leonardo Lee (CHI)        | 15.44  |
| Lançamento de disco    | Orlando Guaita (CHI)     | 40.86  | Horacio Beluardo (ARG)   | 39.41  | Juan Faist (ARG)          | 38.40  |
| Lançamento do martelo  | Juan Miranda (CHI)       | 49.80  | Héctor Núñez (CHI)       | 49.23  | Mario Cáceras (CHI)       | 45.83  |
| Lançamento do dardo    | Claudio Reinke (ARG)     | 52.55  | Juan Pacella (ARG)       | 47.37  | Alberto Kraeft (ARG)      | 46.89  |
| Pentatlo               | Eduardo Krumm (CHI)      | 2122   | Domingo Valenzuela (CHI) | 1901   | Werner Wischia (CHI)      | 1884   |

## Quadro de medalhas
| Ordem | País      | Medalha de ouro | Medalha de prata | Medalha de bronze | Total |
| ----- | --------- | --------------- | ---------------- | ----------------- | ----- |
| 1     | Chile     | 14              | 9                | 9                 | 32    |
| 2     | Argentina | 3               | 7                | 6                 | 16    |